# Logan Cooley
Logan Cooley (né le 4 mai 2004 à Pittsburgh dans l'État de la Pennsylvanie aux États-Unis) est un joueur américain de hockey sur glace. Il évolue à la position d'attaquant.

## Biographie

### Carrière junior
En 2017, Cooley participe au Tournoi pee-wee de Québec avec les Penguins Junior de Pittsburgh, terminant à la 12e place.
De 2018 à 2020, il évolue pour les Penguins Elite de Pittsburgh.
Il intègre le Programme de Développement National lors de la saison 2020-2021.
En prévision du repêchage de 2022, la centrale de recrutement de la LNH le classe au 2e rang des espoirs nord-américains chez les patineurs.
Il est sélectionné au 3e rang par les Coyotes de l'Arizona.

### Carrière professionnelle
Le 13 octobre 2023, il dispute son premier match et marque ses deux premiers dans la Ligue nationale de hockey face aux Devils du New Jersey.

### En équipe nationale
Cooley représente les États-Unis. Il participe au Championnat du monde moins de 18 ans en 2021, terminant à la 5e place. L'année suivante,  il remporte la médaille d'argent avec la formation américaine, s'inclinant 6-4 en finale face à la Suède.
Il prend également part au Championnat du monde junior en 2022, avant que le tournoi ne soit annulé en raison de la pandémie de COVID-19, plusieurs équipes ayant de nombreux joueurs déclarés positifs.

## Statistiques

### En club
| Saison    | Équipe                           | Ligue                     |    | Saison régulière | Saison régulière | Saison régulière | Saison régulière | Saison régulière |   | Séries éliminatoires | Séries éliminatoires | Séries éliminatoires | Séries éliminatoires | Séries éliminatoires |
| Saison    | Équipe                           | Ligue                     | PJ | B                | A                | Pts              | Pun              | PJ               | B | A                    | Pts                  | Pun                  |                      |                      |
| 2016-2017 | Penguins Junior de Pittsburgh    | Tournoi pee-wee de Québec | 4  | 5                | 2                | 7                | 2                | -                | - | -                    | -                    | -                    |                      |                      |
| 2018-2019 | Penguins Elite de Pittsburgh U14 | U14 AAA                   | 69 | 44               | 39               | 83               | 22               | -                | - | -                    | -                    | -                    |                      |                      |
| 2018-2019 | Kings d'Upstate U15              | WSI U15                   | 6  | 5                | 2                | 7                | 0                | -                | - | -                    | -                    | -                    |                      |                      |
| 2019-2020 | Penguins Elite de Pittsburgh U15 | U15 AAA                   | 8  | 7                | 5                | 12               | 2                | -                | - | -                    | -                    | -                    |                      |                      |
| 2019-2020 | Penguins Elite de Pittsburgh U16 | U16 AAA                   | 45 | 18               | 28               | 46               |                  | -                | - | -                    | -                    | -                    |                      |                      |
| 2019-2020 | Penguins Elite de Pittsburgh U15 | Toronto Titans U16        | 3  | 2                | 3                | 5                | 2                | -                | - | -                    | -                    | -                    |                      |                      |
| 2019-2020 | Team Navy                        | USA-S15                   | 4  | 1                | 2                | 3                | 0                | -                | - | -                    | -                    | -                    |                      |                      |
| 2020-2021 | USNTDP Juniors                   | USHL                      | 27 | 15               | 13               | 28               | 10               | -                | - | -                    | -                    | -                    |                      |                      |
| 2020-2021 | USNTDP U17                       | USDP                      | 28 | 16               | 16               | 32               | 10               | -                | - | -                    | -                    | -                    |                      |                      |
| 2020-2021 | USNTDP U18                       | USDP                      | 19 | 4                | 10               | 14               | 4                | -                | - | -                    | -                    | -                    |                      |                      |
| 2021-2022 | USNTDP U18                       | USDP                      | 51 | 27               | 48               | 75               | 67               | -                | - | -                    | -                    | -                    |                      |                      |
| 2021-2022 | USNTDP Juniors                   | USHL                      | 24 | 13               | 23               | 36               | 55               | -                | - | -                    | -                    | -                    |                      |                      |
| 2022-2023 | Golden Gophers du Minnesota      | NCAA (B1G)                | 39 | 22               | 38               | 60               | 42               | -                | - | -                    | -                    | -                    |                      |                      |
| 2023-2024 | Coyotes de l’Arizona             | LNH                       | 82 | 20               | 24               | 44               | 18               | -                | - | -                    | -                    | -                    |                      |                      |
| 2024-2025 | Club de hockey de l'Utah         | LNH                       | 75 | 25               | 40               | 65               | 46               | -                | - | -                    | -                    | -                    |                      |                      |

### En équipe nationale
| Année | Équipe         | Compétition                          |   | PJ | B | A  | Pts | Pun                |  | Résultat |
| 2021  | États-Unis U18 | Championnat du monde moins de 18 ans | 5 | 0  | 2 | 2  | 0   | 5e place           |  |          |
| 2022  | États-Unis U18 | Championnat du monde moins de 18 ans | 6 | 3  | 7 | 10 | 4   | Médaille d'argent  |  |          |
| 2022  | États-Unis U20 | Championnat du monde junior          | 5 | 2  | 4 | 6  | 4   | 5e place           |  |          |
| 2023  | États-Unis U20 | Championnat du monde junior          | 7 | 7  | 7 | 14 | 2   | Médaille de bronze |  |          |

## Trophées et honneurs personnels

### LNH
- 2023-2024 : sélectionné dans l'équipe d'étoiles des recrues